# Krzyż Waleczności (Wietnam)
Krzyż Waleczności (wiet. Anh Dũng Bội Tinh, ang. Gallantry Cross) – odznaczenie wojskowe Republiki Wietnamu, ustanowione 15 sierpnia 1950 roku, wzorowane na fr. Croix de Guerre.
Krzyż przestał istnieć po wchłonięciu Wietnamu Południowego przez Socjalistyczną Republikę Wietnamu w 1976 roku.

## Zasady nadawania
Odznaczenie było nadawane żołnierzom sił zbrojnych republiki, bez względu na stopień, wyróżnionym w rozkazach za czyny waleczności na polu walki, żołnierzom państw sprzymierzonych (krzyż otrzymało wielu żołnierzy amerykańskich służących w Wietnamie), osobom cywilnym, a także oddziałom i pododdziałom wojskowym.
Krzyż posiadał następujące stopnie:
- za wyróżnienie w rozkazie armii – z palmą brązową,
- za wyróżnienie w rozkazie korpusu – z gwiazdką złotą,
- za wyróżnienie w rozkazie dywizji – z gwiazdką srebrną,
- za wyróżnienie w rozkazie brygady lub pułku – z gwiazdką brązową.

W każdym stopniu mógł być nadany wielokrotnie.
Krzyż mógł otrzymać każdy wojskowy bez względu na rodzaj broni, niemniej siły powietrzne i marynarka wojenna republiki posiadały własne odpowiedniki odznaczenia.

## Oznaka
Oznakę stanowi brązowy równoramienny krzyż o wymiarach 35 x 35 mm. Okrągły centralny medalion przedstawia mapę Wietnamu w laurowym wieńcu oraz z taśmą z napisem: QUỐC GIA LAO TƯỜNG (nagroda od kraju). Krzyż spoczywa na stylizowanym wieńcu, a między jego ramionami znajdują się skrzyżowane wietnamskie szable. Oznaka łączy się ze wstążką za pomocą okucia w kształcie tradycyjnego wietnamskiego gongu. Wstążka jest żółta z szerokimi czerwonymi brzegami i ośmioma podwójnymi czerwonymi prążkami. Na wstążce umieszczano palmy oraz pięcioramienne złote, srebrne i brązowe gwiazdki.

## Nadania zbiorowe
Żołnierzom służącym w oddziale lub pododdziale wyróżnionym Krzyżem Waleczności przysługiwała odznaka w formie baretki w barwach wstążki krzyża, otoczonej złotą ramką. Żołnierze, którzy służyli w danym oddziale wówczas, gdy został on odznaczony zachowywali prawo do noszenia odznaki również po jego opuszczeniu.